# きらりん☆レボリューションの登場キャラクター
きらりん☆レボリューションの登場キャラクター（きらりんレボリューションのとうじょうキャラクター）では、中原杏の漫画作品『きらりん☆レボリューション』の登場人物を記述する。

## 登場人物
声優の表記は、アニメ / ドラマCDの順。また、単体での表示はアニメでの声優。声優の名義および所属グループは出演当時のもの。

### 主人公
月島 きらり（つきしま きらり）
声 - 久住小春（モーニング娘。） / 松来未祐
7月7日（かに座）生まれのO型、身長157cm、体重40kg、好きな食べ物はクレープとたこ焼き。初めて喋った言葉は「クレープ」。
本作の主人公。ごく普通に暮らす14歳の中学2年生で、「10年に1度の逸材」だと言われる程の美少女だが、非常に食べることが大好きで天然ボケな女の子。友達からも美少女と認められているだけに「残念美少女」のように思われている。猫のなーさんを飼っている。動物の言葉も分かる。
真っ直ぐで広い心の持ち主ゆえ、周りから好かれている。また、自分よりも人の幸せを願うこともあり、一度黒木もそれに救われたことがある。自分も役に立ちたいと前向きに頑張るが、その所為で状況を悪くすることもある。アニメではそれらが強調されている。また、かなりの世間知らずで、トラブルに遭うことも多い。礼儀作法を持ち合わせておらず、宙人に品の無さを嘆かれてしまう。非常に無茶な事をする時も多いが、SHIPS（特に宙人）に助けられてピンチを切り抜ける。
星司に一目惚れする一方、宙人には最初は反感を持っていたが、徐々に好意を寄せる。やがて宙人を好きだと自覚したが、同時に宙人は自分をなんとも思っていないと勘違いする。その事で悩んでいた時に宙人の言葉に励まされ、変わらずに宙人を想い続ける。初恋は小学3年生の時で、木から降りられなくなったなーさんの母親、みーたんを助けようとして木に登り、木から落ちたところを宙人に助けてもらったことがきっかけ。その際に村西社長や宙人、星司と出会っている。
宙人が星司と2人で1年間NYへ行く事になった際は、宙人と離れたくない一心から反対して喧嘩別れになるも、宙人の今後の芸能界でのステップアップになると考えるようになってからは、自分のわがままである事を反省して宙人に謝り、その後宙人に告白されてカップルになった後2人をNYへ送り出す。1年後、きらりのドームコンサートでサプライズ登場し、帰って来られないと聞かされていたきらりは、驚きながらも泣いて再会を喜ぶ。
デビュー当初はひどい音痴だった。裁縫や料理も苦手で、何をしても全てキノコ型になる。掃除も下手。勉強に関しては学園生活がほとんど削られているため判然としないが、テストで80点を取った事があるためやればできる方と言える。一方でアニメ第35話での本人の回想では、20点を取っている。
クラウディの陰謀で生放送中に引退を表明。後に撤回するも、今までの仕事が全てキャンセルされピンチになった事もあったが、持ち前の明るさと行動力で回避する。アニメでは仕事を無くした事務所の仲間やファンを悲しませないため、黒木が創立したブラックウッドに移籍し、名前をブラックムーンきらりに変える。しかし、黒木の命令に従えなかったため、アイドルとしてクビにされてしまうも、お茶くみとして働く。
手持ちの曲は『恋花火（きらりが作詞を手掛けたという設定になっている）』、『恋☆カナ(アニメ版のデビュー曲)』、『SUGAO-flavor』、『バラライカ』などの恋愛モノの歌や、『ハッピー☆彡』、『チャンス!』を出している（原作でのデビュー曲は『きらりん☆レボリューション』。ちゃおの付録のCDには松来未祐の声でこのタイトルの曲が収録された）。アニメ版ではひかると「きら☆ぴか」というユニットを組み、『はなをぷーん』や『ふたりはNS』という曲を出した。きら☆ぴかでのイメージカラーは青。その後「Milky Way」（ミルキーウェイ）として、のえる、こべにとともに活動している。Milky Wayでのイメージカラーは桃色。デビュー曲は『アナタボシ（元はきらりの曲だった）』、新曲は『タンタンターン!』。
母親は彼女が幼い時に家を出て行ったらしいが、アニメで後にハリウッド女優であるルナが母親であることが判明する。芸能人という職業柄、プライベートではよく変装もするがすぐにバレてしまう。変装時の偽名は「星島きら子」（アニメでは月山きら子）。字幕の色は黄色。

### SHIPS
風真 宙人（かざま ひろと）
声 - 陶山章央→井出卓也（STAGE3より）、比嘉久美子（幼少期） / 三本政樹
6月10日（ふたご座）生まれのA型、身長168cm、体重51kg、好きな食べ物は焼肉。得意料理は豚の角煮丼。トップシークレットはお尻のホクロ。
SHIPSのメンバー。14歳。イメージカラーは黒と赤。
ぶっきらぼうだが優しい心の持ち主。星司やいずみなどからは「宙くん」と呼ばれている。短気で口は悪いが、何かときらりのことを助けている。恋愛に関しては鈍感で、長い間、きらりへの自分の気持ちに気付かずにいた。その上、きらりを好きだと気付いた後も、きらりが好きなのは星司だと思い続けていたため、きらりにはずっと自分の気持ちを言えずにいた。そのため、きらりに告白されたときは、びっくりしていた。きらりのことでよく大変なことに巻き込まれ、そのせいかスキャンダルもなかなか多いが、それがきらりのせいだとは思っていない。最後には紆余曲折あって、ようやくきらりに告白。正式にカップルとなった。なおアニメでは最終回まできらりに告白する事はなかった。広い人脈をもっている。
5人兄弟の長男であり、兄弟からは「宙兄」と呼ばれている。両親が共働きだった為、自然に家事全般をこなすようになった。アニメ第79話で母が帰国。基本的にツッコミ役で本作有数の常識人である。昔はクラスのまとめ役でモテていたらしい。家事から解放されたことで母からは「これからは自分のしたいことをしなさい」と言われた。ダンスの勉強をするためSHIPSとしての活動を休止すると宣言し、事務所のメンバーに見送られニューヨークへ旅立った。90話で帰国し、SHIPSの活動を再開した。
日渡 星司（ひわたり せいじ）
声 - 保志総一朗→金井史更（STAGE3より） / 羽多野渉
12月24日（やぎ座）生まれのAB型、身長171cm、体重55kg、好きな食べ物は甘納豆、酢昆布、和菓子。
SHIPSのメンバー。14歳。イメージカラーは白と青。
宙人とは対照的に穏和な性格だが、きらり同様天然ボケであり、きらりも呆れるほどのボケをかます事も多い。勘が鋭く、きらりが宙人のことを好きなのを知っていて、また、宙人がきらりのことを好きなのも知っている。なので宙人がきらりに対する本当の気持ちを引き出させる為、きらりにプロポーズした事がある（無論星司に恋愛感情は無く、普通に友人として好きな程度）。第79話の宙人のニューヨーク行きには薄々勘付いていた。
カメさんという名前のカメを飼っている。カメさん一筋で、カメさんに炭酸やジュースをかけられたり、雪玉をぶつけられると別人のように豹変する。第85話では家が大富豪だということが明かされた。
敷地はドーム100個分で、別荘やヘリなどは数え切れないほどあり、更に原作ではトイレがダイヤモンド製、お手伝いさんが100人いるという典型的なお金持ちであり、この家できらりのオーディションの為に、きらりと宙人と3人で同居生活をする（宙人は大きすぎる星司の家が苦手で、あまり来た事がない）。

### ライバル
小倉 エリナ（おぐら エリナ）
声 - 城雅子
11月20日（さそり座）生まれのB型、14歳。身長158cm。体重42kg。
きらりやSHIPSと同じ事務所に所属するアイドル。小倉財閥のお嬢様。きらりのことをライバル視している。非常にずる賢く、自己中心的な性格で、いつも自分が注目されたいためにきらりに嫌がらせを仕掛けアイドルから落第させようとしているが、いつも失敗に終わるのがオチ。表向きはきらりを「きらりん」と呼んでいるが、心の中では「月島きらり」とフルネームで呼んでいる。
宙人のことが好きだが、肝心の宙人には名前を間違われている。だが第96話では一時星司に惚れた事もある。また、すばるにも惚れているが、きらりの兄だと知りショックを受け、さらにエリナの思っていた性格とは大分違ったため、失恋に終わり、結局はまた宙人を好きになる。
また、勉強面においては、テストで0点を取っている（きらりは80点）他、アニメ36話では、暗算で飼い犬のタンタンにすら劣ることが判明している。
アニメでは、タンタンという名前の犬を飼っている。「ニュー色モノ大賞」、「お笑いガールコンテスト」、「金のバラドル賞」などとまともな賞とは疎遠の受賞歴が多い。
『夏のスリランカ』以外にも持ち歌はいくつかあるものの、実際には『夏のスリランカ』くらいしか歌う機会がない。60話では『夏のスリランカ2007 セイロン島バージョン』を歌おうとしたが東プロデューサーに止められたことがある。
アニメ105話において、事務所を移籍して、個人事務所である小倉エリナ事務所を構えた。
『ハヤテのごとく!』では髪の毛は金髪にアレンジされるも第33話にゲスト出演（その回のEDテロップでは名前は「エリナ」とのみ表記）、白皇学院の文化祭で桂ヒナギクのキャラソンを熱唱。会場はかなり盛り上がったが、なぜか三千院家のSP達は暗いオーラを放ちながら応援していた。
雨宮 嵐（あまみや あらし）
声 - 川上貴史
きらりの幼なじみでマジシャン。1月1日（やぎ座）生まれのO型、14歳。身長168cm。体重52kg。好物はうどん。
小学生の時に大阪に引っ越した。きらりとのファーストキスを夢見ており、結婚まで考えているらしい。きらりからは「優しいが思い込みが激しい」と言われている。きらりの事を考えると鼻血を出す。そのため宙人からは「変態マジシャン」呼ばわりをされている。宙人とは犬猿の仲。なーやんという名前の猫を飼っている。アニメではイリュージョンを操る上、催眠術で人を操る能力を持つ。
ライバルというより普通に幼なじみというほうが強く、最近はほとんど出番が無い。
藤堂 ふぶき（とうどう ふぶき）
声 - 下屋則子
11月7日（さそり座）生まれのO型（オフィシャルサイトより）
名古屋出身の14歳のモデル。オフィス東山からアイドルデビューし、きらりに対決を挑む。みゃ〜さんという名前の猫と、とりどしという名前のひよこを飼っている。大人びた容姿を持ち、きらりも驚くほどの美人。スタイルが良すぎて既製服を着られない為、服は全て自分で作っている。高飛車な態度を取り、初対面のきらりに対し「ちょっと可愛いだけのどこにでもいるアイドル」と言い放ったが、後に良きライバルという形で和解し、きらりのピンチには助けてくれる頼もしい存在になった。みゃ〜さんに対しては名古屋弁で話すこともある。
天川 いずみ（あまかわ いずみ）
声 - 柚木涼香
3月30日（おひつじ座）生まれのO型。
オフィス東山所属。ウイッグを着け女性アイドルとして活動していたが実際の性別は男性であり、「和泉 氷太郎（いずみ ひょうたろう）」は本名にあたる。宙人の幼馴染みで、本編開始の4年前福岡に引っ越したが宙人が星司とアイドルとしてデビューした事に腹を立て東京に帰って来た。宙人のことが好きで、いつも宙人にくっついている。宙人のファーストキスを奪ってしまった。よかっさんに対しては九州弁で話すこともある。
元々はきらりを潰すという条件でオフィス東山に仮で所属していたが、正体がバレてからは東山社長の方針でそのまま女性アイドルとして売り出しCDデビューする事となった。原作では元々東山社長の協力があったが、アニメでは初登場時に既に東山ときらり達が和解していたため自分から売り込みに行った。後に髪を伸ばし地毛になる。アニメ117話において、屋台の売り子が「小倉エリナ事務所に移籍して最初の仕事」と言っており、この時点で小倉エリナ事務所に事務所を移籍している。
クラウディ / 流水霧也（はやみ きりや）
声 - 馬場徹
9月21日（おとめ座）生まれのAB型。
きらり達の学校に突然現れた謎のアイドル。「流水霧也」は本名で、当初変装して編入した学内ではこちらの名義を名乗っている。きらりからは本名で呼ばれている。得意技は流し目。ちちまろという名前の猫を飼っている。漫画ではオフィス東山所属。そのため、自分自身もアイドルとして活動する事になった。宙人を見下しているが、星司が気になっている。自分ときらりのスキャンダル、さらにきらりと宙人のスキャンダル（きらりのクラウディと宙人の二股疑惑）をでっち上げ、きらりを芸能界引退にまで追い込んだが、それでも這い上がろうとするきらりに心を打たれ、記者会見でスキャンダルがガセである事を告白しきらり達に動機と真相を明かす。実は彼の美形は整形による物であり、歌の才能はあったが容姿が元で芸能界に入れなかったところを、オフィス東山の陰謀できらりを引退させる条件の元整形費用を出されていた。後に故郷の北海道に帰り、牧場で働くようになる。
アニメでは顔は無整形であり、きらりがアイドル宣言をしたときテレビで偶然見かけて恋をした事からきらりを自分の物にしようと行動している。北海道にあるオフィス明るい農村に所属し自分自身もアイドルとして活動する事になった（オフィス東山は前作で和解している為関係無し）。原作同様の描写に加えきらり以外のMilky Wayの2人も騙し3人の友情を引き裂いたりするも、アニメ第140話でコンサート終了後に芸能界引退を表明、後日マスコミにFAXで自身が全て仕組んだ事の告白文章を送った。Milky Way達のライブ成功を見届けると原作同様故郷の北海道に帰還している。
伊吹リン（いぶき リン）
ファッション誌「ベティズベリイ」の超人気読者モデル。広島出身で「〜じゃ」と広島弁を話す。宙人の事が好きで、きらりを目の敵にし、イメージガールオーディションで、負けた方が宙人に一生告白出来ないという賭けをする。伊吹レンとは双子で姉。伊吹レンと伊吹リンで「無敵の双子」と呼ばれる。弟のレンと顔がそっくりで（だがよく見るとリンは、ややつり目である）、誰も気づかないのをいい事にレンと入れ替わって、出来る自分を演じてもらっている。レンに依存傾向にある。性格は腹黒く自己中心的。きらりと同様、料理も手芸も苦手。イメージガールオーディションでSHIPSに不正を暴かれ、観客から非難を浴びるも、それでもきらりはリンを褒め称え、完全敗北を認める。その後、レンと双子アイドルとして人気を集めている。
伊吹レン（いぶき レン）
伊吹リンとは双子で弟。姉のリンが大好き（シスコン傾向にある）。なのでリンの好きな相手の宙人を目の敵に。ちゃおまんがスクール金賞で、他にも広島太鼓まつりのアイドル、ハワイリンボーダンス三段、よさこいのど自慢コンテスト10年連続優勝のどうでもいい物から、テーブルマナー5段、社交ダンスA級、30か国語を話せる実用的な物まで、様々な資格を持つ。広島出身であるが標準語を話す。リンと顔がそっくりな為（だがよく見ると、レンには向かって右の目の下にホクロがある）、女装して姉の代わりを演じている。姉のためならどんな事でもやる。イメージガールオーディションでの不正がばれた際、リンに向かって飛んで来た缶に自ら楯となってリンを守り、リンが1番と前置きした上で、きらりに入れ替わって戦ってきた事を詫びる。
苺野 みゆ（いちごの みゆ）
自称「みゆみゆ」。オーディションに出場した。リン（本当は変装したレン）に顔を近づけられた際に惚れてしまい、リンを「リン様」と呼んでいる。納豆のCMをやっていた事から、きらりに「ネバネバガールさん」と呼ばれ（きらりはこの納豆を毎日食べているとの事。きらりに悪気は無かった）、きらりを目の敵に。 偶然リンとレンが一緒にいる所を目撃してしまい、双子という事を唯一知る人物となる（後にオーディションにて参加者に公表する事となる）。リンとレンのためならどんな事でもやる。

### 村西芸能事務所
村西社長（むらにししゃちょう）
声 - 千葉進歩
9月26日（てんびん座）生まれのB型。
きらりが所属する村西芸能事務所の社長兼SHIPSの担当マネージャー。きらりをスカウトした張本人。かつてはオフィス東山の社員で雲井かすみのマネージャーだったが、かつての社長が「アイドルは使い捨ての商品」と発言したことに激怒し、オフィス東山を退社。その後かすみやねずみ会長の協力もあって村西芸能事務所を設立。SHIPSやきらりなど大物アイドルを輩出し見事に成功している。
大泣きしていることが多く、その際はかすみや宙人に呆れられることがある。また自身をイケメンだと思っているのか、それらに関しての問題発言が多く、度々かすみに呆れられたり注意を受けたりしている。
高校時代は、三人組のアマチュアバンド「ザ・シューティングスターズ」のメンバーで、プロ入りへのスカウトもあったが、村西自身が「自分が納得のいく新しい感動のサウンド」を見つけることができずに断念。夢を諦めて解散したことが雲井の話で明らかになった。
原作の最終回で、かすみと結婚する事が明らかとなる。
VW（ブイダブリュー）
MilkyWayの新曲プロデュースのために、村西が正体を隠してなっていたロボット人間。頭にフルフェイスのヘルメットを被っており、そのシールド部分には自分の意思表示をしめす文字などが表示される。いつもは温厚な村西もこの時はかなりのスパルタ教育に徹していた。
雲井 かすみ（くもい かすみ）
声 - 根谷美智子
10月10日（てんびん座）生まれのA型。
きらりのマネージャーかつ村西社長の秘書的存在。28歳。きらりと面会するや否や、彼女には素質がないと言い放ち、当初は彼女に対してやや冷たい態度をとっていたが、次第に彼女の素質に気付き普通に接するようになった。しかし、現在もきらりや村西には手を焼かされている。宙人同様彼女も本作有数の常識人である。もともとオフィス東山に所属する「星野かすみ」という芸名のアイドルだったが（デビュー曲は『春風のシンデレラ』）、先代の東山社長とマネージャーだった村西のアイドルの扱いをめぐるトラブルを受け、独立した村西について行った。しかし独立後、オフィス東山の圧力により芸能活動ができなくなり、自らマネージャーになった。
アニメではきらりのアイデアにより10年振りに「星野かすみ」のファストコンサートが実現（歌を歌わずファン達に自身の思いを語った）されるが、これを最後にアイドル星野かすみとして正式に引退をし元のマネージャーとして戻った。
元はアニメオリジナルのキャラクターだったが、『ちゃお』2006年12月号および単行本9巻からは漫画にも登場している。ただし、見た目や雰囲気、性格が大きく異なっている。原作版ではアニメ版より性格が強調され、きらりに対し時には厳しく、時には優しい、マネージャー兼きらりのしつけ役のようなキャラクターとなっている。実は影で美少年アイドル（特にSHIPS）の大ファンという一面をも持っている。外見もアニメ版では基本実際の目がメガネで見えなくなって時々メガネが透き通って実際の目がみえているが原作版では常にメガネが透き通って実際の目が見え、表情がアニメよりわかりやすい状態になっている。ただしデフォルメで描かれる時にはアニメ版と同じく実際の目がメガネで隠れている。
石神井（しゃくじい）
声 - 伊崎寿克
小倉エリナのマネージャー。雲井かすみとは対照的に大人しく腰が低い。
オドオドしている為何かとエリナに使われる事もシバシバある様子。

### オフィス東山
東山 薫子（ひがしやま かおるこ）
声 - 松井菜桜子
オフィス東山の現社長で、前社長の娘でもあった。傲慢でずる賢く、村西事務所の事を憎たらしく思っていたが、所属アイドル達がきらりの影響を受けて変わって行くにつれ自らも村西事務所に対する敵愾心が多少和らいでいくようになる。アニメでは黒木の野望を止めるため、一度村西芸能事務所と手を組んだこともある。社長室には池があり、そこでカトリーヌという名前のワニを飼っている。髪型は現在は金色の長髪だが、以前は茶色の短髪だった。
実は村西に片思いしていて、陰ではかすみと村西を取り合っている。
アニメでは部下として北川秘書（声 - 川野剛稔）を側に置いている。
東山 銀造（ひがしやま ぎんぞう）
声 - 池田勝
オフィス東山の前社長で、薫子の父親でもある。ワンマンでありながら傲慢でずる賢く、アイドルは使い捨ての商品と思っている。アニメでは当時アイドルだった「星野かすみ」（雲井かすみ）に対しバラエティー番組にアイドルが水着でクイズに答えて間違えれば電流が流れる番組を企画し、電流をさらに強めるように強引に進めようとした。この一件で当時マネジャーだった村西との話が口論となり村西とかすみが独立したことで二人に対し腹を立て、村西に関係する星野かすみを芸能活動ができないように裏から手回しをし、星野かすみのファーストコンサートが中止となる事態や番組に出られないように追い込んだ。

### 月島家
月島 天（つきしま たかし）
声 - 山脇〆紀
きらりとすばるの父親。仕事も家事もこなし、男手ひとつできらりを育ててきた。きらりにいつもものすごい量の料理を作る。おばあちゃんとは血縁関係は無いが、彼も音痴らしい。初期はきらり同様彼も抜けている描写があったが、現在はしっかり者として描かれている。きらりがアイドルになることに反対していたが、今ではきらりのアイドル活動を応援している。勤めていた会社を辞めて、「きらりんカフェ」というカフェを新しくオープンした。何事にも動じない精神力が賜物。誕生日5月15日。
月島 すばる（つきしま すばる）
声 - 浅沼晋太郎（幼少時：大浦冬華）
きらりの一つ年上の兄。子猫のMr.なーを飼っている。アメリカの演劇学校に通い、ハリウッド俳優を目指している。とてもナルシストな性格だが、やはり彼もかなり抜けている。エリナが恋してしまうほどの美少年。きらりにとてもよく似ているので、嵐や村西社長にきらりと間違われたことがある。久しぶりに日本に帰って来た時、きらりがアイドルとして活躍していることを知り、一度（実際は二度）きらりに変装してトーク番組に出た。風邪をひいたきらりの代役を務めることを申し出たが、きらりの歌の歌詞を知らなかった為歌えなかった。だが、ファンの励ましからもう一度ハリウッド俳優を目指す。誕生日12月25日。

### 風真家
宙人の母
声 - 佐々木優子
宙人達の母親。仕事で海外を飛び回っていたが、79話で帰国した。
風真南雲（かざま なぐも）
声 - 河杉貴志
宙人の長弟で中学一年生。誰にでも敬語で話す。
風真虹太（かざま こうた）
声 - 新谷恵
宙人の次弟で小学四年生。きらりとなーさんのファン。金魚王（ギョッキング）というカードゲームが好きで、よく星司と遊ぶこともある。
風真 海（かざま かい）
声 - 加藤英美里
宙人の三弟で幼稚園児。無愛想。
風真 空（かざま そら）
声 - 寒川ほのか
宙人の四弟で赤ん坊。

### その他の人物
持田 望夫（もちだ もちお）
声 - 坂口候一
きらりと同じオーディションに参加していた太めの少年。きらりのことが好き。米沢君という名前のウシを飼っている。
いつの間にか村西芸能事務所に所属していた。
一時期、ブラックウッドに引き抜かれていた。その時にはプロレスラーとして活動していた。小倉エリナとはお笑い芸人として活動していた。
また、アニメ117話において、小倉エリナ・天川いずみと行動を共にしていたことから、小倉エリナ事務所に移籍した模様。中原 杏の次回作の『くるるん☆りえるチェンジ』でも望田月男として出演している。
ライノセラス
声 - なし
「雪」&「雷」の2人のアイドルユニットで、ふぶきと同じ事務所。広島県出身の二卵性双生児の為、顔は似ていない。「第二のSHIPS」と呼ばれている。雪は角砂糖が好物で、雷は雪に「世界ネコバカ選手権第1位」と称されるほどの猫好き。アニメにも登場はしたものの、原作のようにきらり達と関わる展開が全くない。
鬼頭（きとう）
声 - 坂口候一
コミックス3巻における番外編「なーさん☆レボリューション」に登場したプロデューサー。第一回天下一スターオーディションの審査員長を務めた。オネエ口調でしゃべる。きらりのような実力を持ったアイドルを求め、自分の事務所の所属者たちに不満を抱いている。「猫でも宇宙人でも大歓迎」というキャッチコピーを知ってなーさんがオーディションに参加したが、キャッチコピーは冗談に過ぎず、なーさんにさんざ失笑と罵声を浴びせた挙句、追い出した。しかし後日、きらりのコンサートでなーさんの高い実力を知り、オーディションを受けさせなかったことを後悔した。
アニメでは28話に登場。名前が座間 未男（ざま みお）に変更され、口調も語尾に「ざます」をつけるものとなっている。
ピエトロ佐久間（ピエトロさくま）
見た目は小さな老人だが、コスメ会社「プリンセス・ティアラ」を一代でトップにのし上げたやり手社長。きらりとリンにイメージガールオーディションの話を持ち掛ける。アニメが大好きで、部下が予約録画をしているにも拘らず見に帰ってしまう。好きなアニメは「魔法少女まじかるどりーみぃ」。
エスカルゴ社長
プリンセス・ティアラ社のフランス支社の社長で、イメージガールオーディションの審査委員長。13歳でハーバード大学に飛び級をした23歳の若き女社長。正体を隠してきらりとリン（女装したレン）に接する。

## 登場動物
本作に登場する猫は、すべて二本足で立ち、二足歩行をし、二足で走ることができる。もちろん普通の猫と同じように四足で活動する場面もある。

### 主人公
なーさん
声 - 池田千草/比嘉久美子
きらりが飼っているオス猫。「な!」という声を出し、きらりの身の回りの世話をしている。また、きらりの表情やリアクション等がリンクすることがしばしばある。7月3日、3丁目の能登家で生まれた。大きさはたい焼き3つ分。ネコ田大学に飛び級で入学し、「神童」と呼ばれ首席で卒業している。猫なのにパスポートを取得している。料理、裁縫、機械の操作や修理など、何でもこなしてしまうスーパーキャット。そのため宙人には「本当に猫なのか?」とよく呆れられる。そのスーパーキャットぶりは遺伝らしい。
きらりの計らいでアイドルデビューしたことがあり、以後はアイドルキャットとしても活動しているらしく、いくつかの賞を受賞している。きらりからもらった赤いリボンをいつも首に結んでいて、毎日手洗いしている。好物はたい焼き。苦手なものはカエル。カエルに会うとジェット機並みのスピードで逃げるらしい（にもかかわらず第130話ではクラスの女子による嫌がらせで実際に本物の蛙がきらりの机の上に乗せられていたのに全く逃げなかった）。みゃ〜さん、なーやんとは生き別れの兄弟。親はにーくん、みーたん。にーくんはなーさん、みーたんはみゃ〜さん、なーやんを足して2で割ったような顔をしている。漫画も描けて、初作品は『キムチ夫人』。後に『季節はずれの相撲取り』『青二歳・ぶる〜す』なる作品も執筆・発表している。その後ミュウたんと結婚し、4匹の子猫を儲ける。その子たちもなーさん譲りのスーパーキャットである（原作のみ）。アニメ化以前に『おはスタ』第2部にて、「なーさんのぐるぐるグルメ」という洋菓子店を紹介するミニコーナーを担当していたことがある。アニメ化後は、おはスタに実写版のきらりと一緒にゲスト出演することがある。2006年12月1日より公式ページ内にブログを開設。一時ブラックウッドに所属していたカトリーヌやみゃ〜さん・とりどしに人気を抜かれたことがある。
七尾さん（ななおさん）
声 - 野島健児
アニメのみに登場。一ツ橋博士の開発した「人間しゃべりんがる」の実験台となったなーさんが人間になった時に名乗った名前。宙人も嫉妬するようなイケメンになっていた。きらりたちには最後までなーさんが人間になったことがバレなかった。

### その他の動物
カメさん
星司が飼っている亀。なーさんと同じく亀なのにパスポートを取得している。5月2日生まれ。大きさはグレープフルーツ1個分。好物はチンゲンサイ。入浴する時は甲羅を脱ぐ。なーさんと非常に仲が良い。
なーやん
声 - 倖月美和
嵐が飼っているオス猫。大阪育ち。「やーん」という関西弁風の声を出す。7月3日生まれ。大きさは10円玉100個分。ちょっとしたことでも泣いてしまう。小銭と温泉饅頭が大好き。なーさん、みゃ〜さんとは生き別れの兄弟。力持ち。最近では単独行動が多く、嵐がでていない場面でもよく登場している。きらりに対して友好的である。
みゃ〜さん
声 - 望月久代
ふぶきが飼っているオス猫。名古屋育ち。「みゃっ!」という声を出す。7月3日生まれ。いたずらが好き。シャチホコのポーズが得意。なーさんとなーやんとは生き別れの兄弟。いつも頭にヒヨコのとりどしを乗せている。
とりどし
ふぶきが飼っている世界最強のヒヨコ。よくみゃ〜さんの頭に乗っており、かなり小さいが宙人を殴り飛ばすほどの力を持っている。にわとりの兄がいる。
ミュウたん
声 - 矢作紗友里
雷の飼い猫。白のメスネコ（アニメではピンク色）。野良猫にからまれていたところをなーさんに助けられ、それ以来なーさんにホレてしまっている。食いしん坊でドジでおっちょこちょいな性格で、きらりとそっくりである。
よかっさん
声 - 宮田千穂里
いずみが飼っている白色メス猫。本編開始の2年前に生まれている。目が悪く、メガネを外すとふらふらしてしまう。実はきらりが初めてよかっさんを見た時の第一声は、「目が3!?」。なーさんの事が好き。回想のみに母親が登場している。
Mr.なー（ミスター なー）
声 - 新谷恵
すばるが飼っているオス猫。7月4日生まれ。まだ赤ちゃん猫であり、すばるがニューヨークの5番街で拾ってきた。アメリカの国旗の模様のバンダナをしている。名前の由来は鳴き声がなーさんに似ているから。毛色を変えればなーさんにそっくりだが、なーさんより身長が低く(ピザ２切れ分)、前髪と尻尾が巻いている。ピザとコーラが大好物。すばるは尻尾をくるくるっと巻くのが好き。
ネズミ会長
声 - ?（根谷美智子(めざせ!アイドルクイーン)）
6月1日生まれ 大きさ：桃まん一個分
村西事務所の会長。性別はオス。村西社長が重大な決断をするときに、会長が雷おこしや食パンをかじって占いをする。結婚して子だくさん。
雲井かすみと同じく元はアニメオリジナルのキャラクターだったが、作者が気に入り現在は原作の漫画にも登場している。村西がVWに扮していたとき、自らも村西と同じようにヘルメットを被って変装していた。なお、アニメ版の声優はエンディングのキャストで「?」と表記され、最終回を迎えた今なお詳細は明らかになっていない。
カトリーヌ
東山社長が飼っているワニ。リボンをつけている。「わに〜」と鳴く。アニメ版では、一時期ブラックウッドに引き抜かれていた
米沢（よねざわ）
持田が飼っているウシ。足が速い。
ちちまろ
2月14日（みずがめ座）生まれ 大きさ：牛乳瓶3本分
クラウディが飼っているオス猫。クラウディの家に自分の部屋があり、富子（とみこ）というウシがいる。ちちまろの流し目はクラウディよりすごいらしい。

## アニメオリジナルキャラクター

### ライバル

#### 主要ライバル
観月 ひかる（みづき ひかる）
声 - 萩原舞（℃-ute）
2月7日（みずがめ座）生まれ。
アニメ版オリジナルキャラクター。歌もダンスも抜群に出来るアイドル候補生。性格は勝ち気で生意気。年齢は13歳。しかし極度のあがり症のため、客の前に立つと体が震えてしまい、「だめ〜!」、「いや〜!」と悲鳴を上げその場から逃げ去ってしまう。きらりと一緒にいるときだけはあがり症が治まるため、きらりとのユニット「きら☆ぴか」を結成する。イメージカラーは黄。その後あがり症を克服し、ソロ活動をするために、「きら☆ぴか」を解散。現在は地方ロケで活躍している。猫が嫌いだったが、これも克服している。一時期、ブラックウッドの陰謀によって、ロケ活動を停止されたこともある。
雪野 のえる（ゆきの のえる）
声 - 北原沙弥香（ハロプロエッグ）
12月24日（やぎ座）生まれ。
アニメ版オリジナルキャラクター。一人称は「うち」。男勝りでスポーツ万能、活発な14歳。ジャージを好み、スカートを嫌うため、学校の制服以外でスカートを履くことはまずない。女子校に通っていて、女の子にモテる。口は悪いが、道理に合わないことが大嫌い。また、占いも嫌いで自分に起こる良いことも悪いことも素直に受止める。恋話が苦手で、恋話になると普段の落ち着きをなくす。これは昔、初恋の男の子に失恋してしまったことがきっかけでショックを受けてしまい、恋愛が苦手になったのが原因。よくきらりを「おっちょこちょい」こべにを「トロ子」、村西社長を「村西の親分」、雲井かすみを「雲井姐さん」と呼んでいるが、ごく稀に「月島」「花咲」と呼ぶ事もある。将来の夢は自分の好きなこと、目指すことで金メダルを取ること。最初はアイドルを嫌っていたがきらりとの勝負に負けアイドルの世界で金メダルを取るためにアイドルになることに。きらり、こべにと「Milky Way」を結成する。イメージカラーは青。Milky Wayの曲以外に「負けん気!強気!元気!前向き!」というソロ曲を持ち歌としている。
花咲 こべに（はなさき こべに）
声 - 吉川友（ハロプロエッグ）
3月3日（うお座）生まれ。
のえると同様、アニメ版オリジナルキャラクター。一人称は「こべに」。不思議系少女で占いが得意な14歳。「はてはて〜?」が口癖。転校ばかりで友達になってもすぐ別れてしまうことの悲しさから友達を作ることを拒絶していたが、きらりの友人に対する一生懸命さに影響されアイドルになることに。普段は眼鏡をかけているが、外すと別人のようになる。のえるとは対照的におとなしい性格だが、言いたいことはズバズバ言う性格で、最初は些細なことでのえると喧嘩になっていた。しかし徐々にお互いの個性を理解し認め合ってからは喧嘩はなくなった。きらり、のえると「Milky Way」を結成する。イメージカラーは黄色。第116話からは母親であるかれんの元を離れ、きらりの家に同居し同じ中学へと転入する。第129話より、きらりたちの通う学校へ転校。SHIPSと同じクラスになる。Milky Wayの曲以外に「はてはてな」というソロ曲を持ち歌としている。

#### その他のライバル
霧沢 あおい（きりさわ あおい）
声 - 斎藤千和
SHIPS同様の人気アイドル。礼儀正しくて決して気取らない性格。その一方で行動力にあふれ、ファンのために大胆な行動をとることもある。芸能事務所は村西事務所、オフィス東山のどちらでもないオメガエージェンシー所属。51話ではきらりを破り、再びダイヤモンドアイドルクイーンの座を得る。93話でアイドルを卒業し、シンガーソングライター・「ブルーバードー」として活動していくための新たなスタートを切った。
南 あかね（みなみ あかね）
声 - 吉田小百合
オフィス東山所属。ミステリアスな雰囲気が特徴で、オフィス東山が大きく売り出しているアイドルの一人。「スーパーアイドルフェスティバル」に出場した時は、オフィス東山に流出したきらり用の衣装のデザイン画を元に作った、きらりと全く同じ衣装でステージに登場。幼い頃からバレエを習いスターとなる夢を持っていたが、練習中に足首を痛めた事でバレエを断念し以後夢を見失った。夢を持つきらりに対し妬みきらりたちを大きく苦しめたが、きらりの前向きな姿勢に心を動かされ後に和解する。その後自身の過ちを悔い記者会見でダイヤモンドクイーンを辞退しゼロからの再出発をすることを決める。オフィス東山を裏切ったことにより東山社長から解雇宣告を受けることとなったが、北川秘書の気転により結果的にオフィス東山に留まることとなった。
美空 晴子（みそら はるこ）
声 - 勝生真沙子
オフィス東山所属。若手に厳しいベテラン女優。意地悪なおば役で、最初はきらりに冷たかったが、きらりの心からの演技で打ち解け、良きライバルとなる。一時期ブラックウッドに引き抜かれていた。
春野つらら（はるの つらら）
声 - 笹本優子
オフィス東山所属。初めはふぶきの仇を討つためきらりを邪魔したが、後に良きライバルとなる。トーク番組『ワイスタ』の準レギュラーでマシンガントークを披露するが、共演者に反感を買う事もしばしば。
ティナ・ガーランド
声 - 恒松あゆみ
ニューヨークできらりたちと出会った外国人の女の子で、全米で大人気のアイドル。英語に加え、日本語も堪能。日本にもファンが大勢いる。第97話のオーディションで飛び入り参加した。
麻央（まお）・美央（みお）
声 - 勝呂美和子（麻央）、江原詩織（美央）
双子の姉妹。麻央が姉。
黒木旭の元で、「スーパーノヴァ」というユニットでモデルとして働き、競合するきら☆ぴかを、黒木の命令でつぶそうとしていたが、自分たちの行動に疑問を持ち始める。
きら☆ぴかをつぶすのに失敗したことで、黒木からクビを言い渡される。
その後、アイドルに転向したが、「中途半端なアイドル」と言われ、新しい事務所探しで苦労していたところで、きらりの助力を得て、村西芸能事務所に移籍する。ユニット名も、「スーパーノヴァ」から「Mスクエア」になった。
スクープ後藤（スクープごとう）
声 - 高木渉
オフィス東山から送り込まれた悪徳スクープカメラマン。
きらりの大食い現場をスクープしイメージダウンを狙うと企んだが、きらりの前向きな姿勢に心を動かされカメラマンとしての魂が甦り、結果的にきらりの好感度をアップさせる事となった。配下にパパラッチ集団を連れている。
北川（きたがわ）
声 - 川野剛稔
オフィス東山所属。東山薫子社長の秘書を務める。
東山社長の右腕的存在で、裏から情報を手に入れ東山社長と結託しきらりに刺客を送り込み叩き潰そうとした。
黒木 旭（くろき あきら）
声 - 桐井大介
ファッションデザイナー。通称、ファッション界の革命児。アニメ67話で初登場。
当初は、きら☆ぴかが、自分の主戦場であるファッションの世界に入ってきたのを気にして、美人姉妹モデルだったスーパーノヴァ（麻央と美央）を使ってきら☆ぴかをつぶそうとたくらんでいたが、失敗。配下だったスーパーノヴァをクビにし、芸能界に興味を持つ。
しばらくなりを潜めていたが、アニメ86話で大物芸能人を次々引き抜くという手法で芸能事務所「スタジオBLACK WOOD」（ブラックウッド）を設立。きらりに脅しをかけ、とうとう、きらりまで自分の芸能事務所に引き抜いてしまった。きらりをブラックムーンに仕立てるも、彼女の姿を見ているうちに自身の考えを改め、きらりを含む所属芸能人たちを元の所属事務所に帰した。
若い頃に自分がデザインしたファッションを師匠に奪われてしまったことがトラウマになっており、それがアイドルを道具としか思わないような行動につながっていた。

### オメガエージェンシー
影浦（かげうら）
声 - 森伸
オメガエージェンシー所属。霧沢あおいのマネージャー。
雲井かすみからも一目置かれている凄腕の敏腕マネージャー。腰が低く礼儀正しい青年。

### 月島家
おばあちゃん
声 - 野沢雅子
きらりとすばるの母方の祖母で、ルナ（うらら）の母親。きらりの音痴は彼女譲りである。宙人の大ファンであり、自室にSHIPSのポスターを貼っていたり、カレンダーの下にポスターを隠していたりする。第34話ではバラエティー番組のロケの生撮影で宙人がきらりの住む町をレポートしに来た時は、宙人を連れ去り、あちこちに連れ回してしまうという番組を台無しにしかねない行為に打って出るが、結局最後には捕まって怒られ、その後は反省した。彼女が宙人を好きな理由は、亡くなったおじいちゃんに似ているかららしい。
ルナ / 月島うらら（つきしま うらら）
声 - 島本須美
ハリウッド女優。実はきらりとすばるの母で、月島うららは本名。幼いきらりとすばるのためにアメリカでハリウッドを目指す夢を諦めていたが、天の応援もあり、子どもたちを残して単身アメリカへ旅立つことを決意した。映画の共演者を選ぶオーディションを行うために来日し、きらりと共演する。初めは正体を隠していたが、クランクアップ後に漸く母親であることをきらりに打ち明ける。来日する前にすばるに会い母親だということを打ち明ける。その後、きらりをハリウッドに連れて行こうとするが、きらりがアイドルとしての仕事を続けていくことを決意したため、再び一人旅立って行った。

### その他の人物
さやか、みく
声 - 三宅華也（さやか）、伊東久美子（みく）
きらりの元同級生で大親友。
きらりの転校後も親友としてい続けている。
山富オーナー（やまとみ オーナー）
声 - 平野俊隆
第5話に登場した旅館山富のオーナー。きらりに司会者のアシスタントをしてもらうため仕事依頼をしてきた。きらりのことをひらりと間違って呼んでいた。
トミー爆笑（トミー ばくしょう）
声 - 園部啓一
元々大人気の芸人だったのだが、アニメ初登場の際には、売れない芸人として、地方のお笑い興行の司会をしていた。その後、きらりに影響され、バラエティの人気司会者に。一時期ブラックウッドに所属し、ニュースのコメンテーターに転向していた。
虹川社長（にじかわ しゃちょう）
声 - 氷青
レインボウ化粧品の社長。ワンマンで厳しい人といわれている。霧沢あおいをモデルにしたあおいブランドが人気だったため、第2のブランドとしてきらりブランドを立ち上げようとしたが、きらりがアイドルのことをわかっていなかったため最初はきらりに任せられないとして断った。きらりがSHIPSのスタッフとして働いている姿を見て感心し、きらりブランドを立ち上げた。
田中 英子（たなか えいこ）
声 - 倖月美和
山田美子（やまだ びいこ）
声 - 池田千草
きらりのクラスメイト。エリナの友人であり手下。エリナのずるい嘘にことごとく騙され、善意でエリナに協力しようとするが、うまくいった例がない。エリナに裏表があることを知らない。エリナをアイドルと称賛しているが、それは本心ではない。必殺技は「炎のエックスレボリューション」。
大文字源五郎（だいもんじ げんごろう）
声 - 中村秀利
いわゆる「おばちゃんたちのアイドル」的存在の芸能界の大物。「NOJYOホットアイドル賞」の司会を務め、どうやらその時からきらりを気に入っているらしく、自身の初監督、主演ドラマの主人公の娘役にきらりを抜擢した。きらりたちの通う学校の芸能科に特別講師として招かれたことがある。得意技は流し目。ファンからの愛称は「源様（げんさま）」。一時期、ブラックウッドに所属し、ロック歌手として活動していた。
高田ピエール（たかだ ピエール）
声 - 坂口候一
ラブコメを得意とする脚本家で、おフランスとのハーフ。豚のジョセフィーヌとイザベルを飼っている。高田アダムスという、温泉を経営している甥がいる。一時期ブラックウッドに所属し、メロドラマの脚本を手がけていた。
きらりんガール（田中茉里愛（シューさん） / 森理沙子（しかっさん） / 楠原菜月（葉ーさん）全員本人役で出演）
雑誌『ちゃお』内で募集された「なーさんフレンズ」の受賞キャラクター。括弧内はそれぞれの飼い主かつ『きらりんガールコンテスト』の受賞者。第36話に登場した。
ジュリー監督（ジュリーかんとく）
声 - 中村大樹
SHIPSやMilky Wayが出演する映画、ドラマ、ＣＭなどの監督。語尾に「～っちゃ」をつけて話す。思いつきの演出が多い。なお、こべには第105話でジュリー監督のドラマに急遽エキストラとして出演したことが村西社長にスカウトされるきっかけになった。
鎌田 友雄（かまた ともお）通称：KAMAさん
声 - 太田哲治
音楽プロデューサー兼ダンス講師で、きら☆ぴかやMilkyWayを教えている。のえるとこべにには初対面にもかかわらずそれぞれ「のえのえ」「コベティ」と呼んでいた。
桑田峰田（くわた みねた）通称：KUWAさん
声 - 石川和之
音楽プロデューサーで、SHIPSを教えている。
爺（じい）
声 - 青野武
日渡家の執事。星司に結婚をして家業を継がせるため、アイドルを辞めて家に帰ってくるようにという星司の両親からの伝言を伝えに村西事務所にやってくる。
ひとみ
声 - 吉澤ひとみ（モーニング娘。）
2006年7月21日放送の第16話「ヨーッシ!モー大変オーディション!!」に本人役でゲスト出演。帽子を目深に被り、身分を隠してきらりやエリナらが参加した偽オーディションに参加。そのオーディションの真偽を偵察、嘘を暴くのが目的。SHIPSとは顔見知り。
スピスピバーグ監督（スピスピバーグかんとく）
名前のみの登場。アメリカで活躍している超一流監督。
松嶋 崇（まつしま たかし）
声 - 梶裕貴
さくらのクラスメイトで幼馴染。学園祭の実行員。きらりの大ファン。
梅村 さくら（うめむら さくら）
声 - 成田紗矢香
崇のクラスメイトで幼馴染。崇が好き。ツンデレ少女。
男勝りで勝気な性格だった事で、好きな男の為に可愛い女になるにはどうすればいいか悩んでいたが、きらりから気取らず自然体で素直になることを教えられる。その後崇に恋の告白をした。
シュークリーム坂田（シュークリーム さかた）
声 - 矢尾一樹
人気の番組お笑いトークバラエティ番組「ワイワイぶっちゃけスタジオ」の司会を務める。シュークリームの被り物を被っている。
一ツ橋博士（ひとつばしはかせ）
声 - 鈴木清信
ドリームトイ社に勤務する、ロボット工学の第一人者。語尾に「 - レス」をつけて話す。アニメ本編に登場した発明品として、子供向け高性能ロボット「なーさんロボ」、超新世代体感ゲーム「FINAL HERA HERA KING」、超新世代型夢のおもちゃ「人間しゃべりんがる」があるが、必ずといっていいほど博士の予期せぬ結果になってしまう。
肥口高捨（ひぐち たかすけ）
声 - 楠見尚己
めっちゃうまいたけ株式会社社長。世界きのこ協会会長も務める。息子である安拾のきのこ嫌いに困っていた。きらりにきのこ嫌いを治してほしいと頼みに来る。
肥口安拾（ひぐち やすひろ）
声 - くまいもとこ
肥口高捨の息子。きのこが嫌い。理由は父親の高捨が自分よりきのこが大切だと思っていたから。
ロココ・マリ枝（ロココ・マリえ）
声-恒松あゆみ
53話に登場したお菓子評論家（おやつ評論家ともいわれている）。小さい頃から世界中のお菓子を食べ美味しいお菓子を知り尽くしている。彼女の下す評価によって店の売り上げが変わるといわれている。きらりんカフェに来店し天のスイーツを食べたがプロの味ではないと酷評を下す。（その時の評価はヒトデ3つ）再度食べた時は星3つを出した。
翼岬 ワタル（つばさき ワタル）
声 - 宮田幸季
ひかるの幼馴染。将来の夢はプロサッカー選手。きら☆ぴかのファンクラブ第1号である。
花咲 かれん（はなさき かれん）
声 - 高島雅羅
こべにの母で、世界中を飛び回るプロの写真家。第115話でこべにを連れてパリへ移住しようとするも、こべにの熱意に押されこべにを村西の元へ預ける決心をする。
雲井 きりこ（くもい きりこ）
声 - 西川葉月
雲井かすみの妹。かすみと違いメガネはかけていない。かすみ曰く、思いこみの激しい性格らしい。
白浜 みさき（しらはま みさき）
声 - 白鳥由里
きらりのファンできらりの真似をしたり幼稚園を抜け出して仕事場にやってくる。
住間先生（すみま せんせい）
声 - 大原さやか
白浜みさきの通っている幼稚園の先生で白浜みさきの担任の先生。みさきのわがままに困っていた。
宝塚すみれ（たからづか すみれ）
声 - 小林優子
ハッピースタードリンクの社長。Milky Wayにcm作りを頼んだ。登場するときは宝塚のように登場する。
青柳鉛子（あおやぎ なまりこ）
声 - 勝生真沙子
111話に登場。鉛子の部屋という番組の司会を務める。
堺シルク（さかい シルク）
声 - 古川登志夫
113話に登場。ファッションコメンテーター。星を3つつけることから星3つおじさんと呼ばれている。一人称は「ミー」。語尾に「ザンス」をつける。

### 登場動物
ふーさん
声 - 河杉貴志
ネズミ会長の知り合いで、現在は観月ひかるの飼い猫。『男はつらいよ』の寅さんに似た格好をしており、オス猫で鳴き声は「ふー」。ネコ田大学で同級生だったなーさんを逆恨みしている。ひかるとは当初は犬猿の仲だったが、現在はよきパートナーとなっている。
タンタン
声 - 坂口候一
小倉エリナの飼い犬（ブルドッグ）。時々笑ったりすることがある。
ぐろっさん
声 - 光井愛佳（モーニング娘。）
『ハロモニ@』とのコラボ企画でなーさんの敵猫としてモーニング娘。メンバーによるプレゼンが行われ、その結果道重さゆみがデザインしたキャラを原型とする悪魔・髑髏をモチーフとした猫。鳴き声は「グログロ」。
にーくん
声 - 柿原徹也
のえるのパートナーキャット。性格は熱血漢のオス猫。ビッグになることが夢でなーさんに憧れ故郷を出る。なーさんの弟子にはなれなかったが、なーさん・みーちゃんとトライニャングルを結成することに。マンガ番外編ではなーさんの父親の名前である。
みーちゃん
声 - 下屋則子
こべにのパートナーキャットで、性格は夢見る乙女そのもののメス猫。鳴き声は「みー」。光輝くためににーくんに付いていく。なーさんの弟子にはなれなかったが、なーさん・にーくんとトライニャングルを結成。一ツ橋博士の発明品が原因できらりと体が入れ替わってしまったことがある。マンガ番外編ではなーさんの母親の名前である。
なお、にーくんとみーちゃんはアニメ内で初めて人間の言葉（日本語）を喋った動物キャラクターである（第108話より）。